# Johan Jacob Bruun
Johan Jacob Bruun (født 30. november 1715 i Slagelse, begravet 4. juli 1789 i Hillerød) var en dansk maler. Bruun var søn af Thomas Bruun, rådmand, byskriver og postmester i Slagelse, og Dorothea Sophie, født Mylius.
Bruun blev efter eget ønske sendt til København for at uddanne sig hos Johan Herman Coning. Han specialiserede sig, ligesom sin lærer, i miniature- og prospektmaleriet. Som maler var han uden betydning, skønt enkelte af hans "Perspektivskilderier" blev købt af kongen, efter at Laurids de Thurah havde attesteret, at de var "meget sirlig i alle Hånde Kulører forfærdiget og udført", og hans væsentligste adkomst til at mindes er hans Novus Atlas Daniæ, en række prospekter af danske byer og slotte (1761), meget dårligt stukne af kobberstikkeren Hans Qvist, til hvilket foretagende Bruun nød kongelig understøttelse.
Hans arbejder er imidlertid af stor kulturhistorisk, topografisk og arkitekturhistorisk betydning.
Da tidens kunstnere fik uslere kår, lagde Bruun kunsten til side og opnåede en ansættelse som inspektør ved salpeterværket i Hillerød.
Han havde 5. juli 1741 ægtet en dame af anset og velstående familie, Ane Cathrine Basballe (1723-89). Med hende havde han to sønner og tre døtre. Bruun var broder til etatsråd og generalprokurør i søetaten Andreas Bruun (død 1798) – der atter var farfar til provst C. Bruun (Carl Bruun død 1883?) og fængselsdirektør F. Bruun) – og til Rasmus Bruun, skoleholder på Fredensborg (død 1774), far til den i 1800 afdøde teatermaler Thomas Bruun.

## Billeder
| - Værker af Johan Jacob Bruun - Hirschholm Slot, 1739 - Kronborg Slot, 1739 - Sophie Amalienborg, 1740 - Frydenlund, 1740 - Frederiksberg Slot, 1740 - Slotsholmen med Københavns Slot og Det Røde Palæ - Eremitageslottet i Jægersborg Dyrehave |